# Sobień
Sobień [ˈsɔbʲɛɲ] es un pueblo ubicado en el distrito administrativo de Gmina Aleksandrów Łódzki, dentro del Distrito de Zgierz, Voivodato de Łódź, en Polonia central. Se encuentra aproximadamente a 10 kilómetros al noroeste de Aleksandrów Łódzki, a 16 kilómetros al oeste de Zgierz, y a 21 kilómetros al noroeste de la capital regional Łódź.
El pueblo tiene una población de 210 habitantes.